# دیوید هاروی (بازیکن فوتبال)
 دیوید هاروی (انگلیسی: David Harvey؛ زادهٔ ۷ فوریهٔ ۱۹۴۸) یک بازیکن فوتبال اهل بریتانیا است.